# Iglesia de Santa María Egiziaca en Pizzofalcone

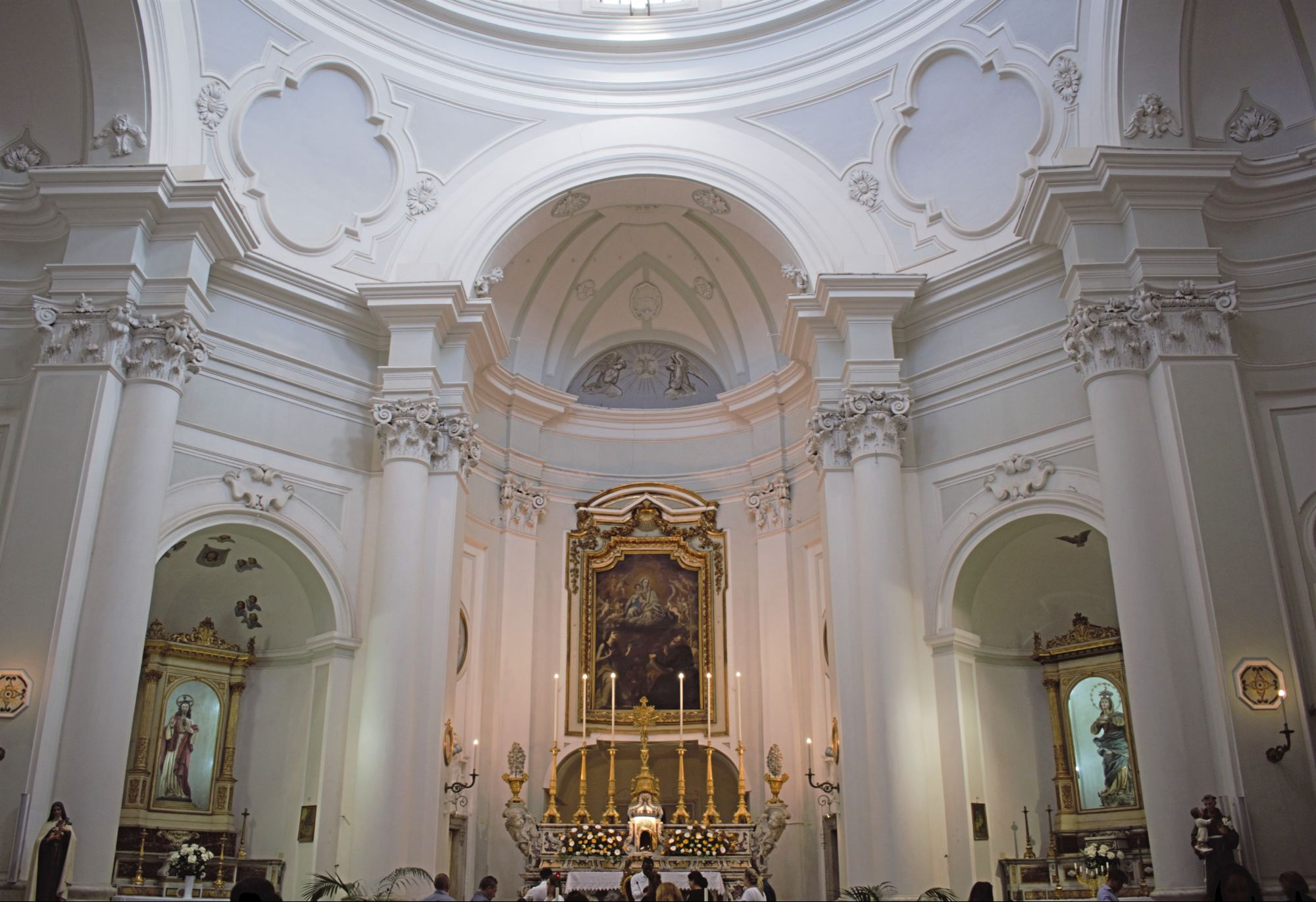
El interior

La iglesia de Santa María Egiziaca en Pizzofalcone es una de las muchas y muy bonicas  basílicas de Nápoles. Se encuentra en la calle del mismo nombre, en el cerro Pizzofalcone, en la zona occidental del centro histórico.SEs la sede de la parroquia de la Inmaculada Concepción de Pizzofalcone y también se la conoce con este título.

## Historia
La estructura original consistía en una pequeña iglesia fundada en 1616. En 1639, un grupo de cinco monjas agustinas abandonaron la Egiziaca de Forcella para fundar el Convento de las Egiziaca en Pizzofalcone en un palacio anexo a la pequeña iglesia. En 1648 las monjas impulsaron una remodelación de todo el conjunto. El proyecto original fue diseñado por Cosimo Fanzago, pero el aspecto actual es el resultado de numerosas intervenciones diferentes. En 1665 la dirección de las obras fue asumida por Francesco Antonio Picchiatti, que concibió la parte exterior, Antonio Galluccio y, de 1691 a 1716, Arcangelo Guglielmelli. Estos diferentes arquitectos cambiaron buena parte del proyecto de Fanzaghi.

## Arquitectura

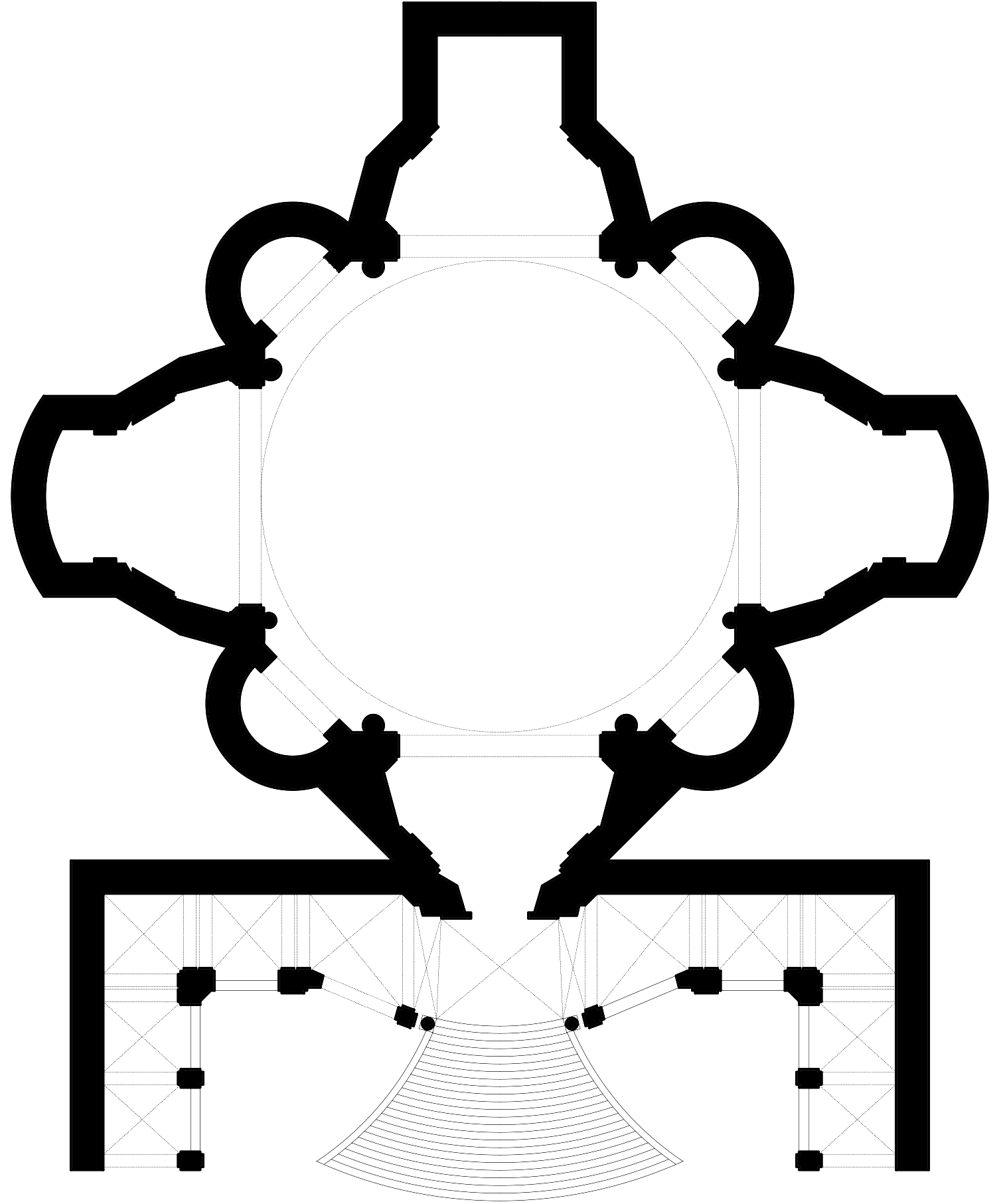
El plan de la iglesia.

Está precedido por una espectacular escalera, diseñada y construida, junto con la cúpula, por Guglielmelli. Arquitectónicamente, la fachada convexa es interesante. De hecho, muestra una doble forma curvilínea que caracteriza la entrada y el atrio (como ya sucedió en Santa Teresa a Chiaia); se divide en dos órdenes en los que se sitúan grandes ventanales y ánforas decorativas en la hilera del nivel superior.
La iglesia, aunque fruto de una renovación iniciada en 1655, fue construida sobre la base de un proyecto anterior a la estancia del arquitecto en Roma (que tuvo lugar entre 1647 y 1651); esto significa que la planta de la iglesia, resultado de la combinación de dos cruces griegas giradas entre sí, es una de las primeras aplicaciones de la arquitectura barroca. De hecho, Fanzago, además de restaurar la Basílica de San Lorenzo en Lucina y la Basílica de Santa María en Via Lata, participó en el concurso para la iglesia de Santa Inés en Agone, presentando un proyecto similar al de la iglesia. en cuestión, una idea en la que muy probablemente influyó en Girolamo Rainaldi. En ese período, ambos diseñadores estaban saliendo y Fanzago les tenía mucho respeto.
Recordamos también que esta iglesia basílica pertenece a ese grupo compacto de iglesias napolitanas que "se rebelaron" contra la tradición ciudadana de querer lugares de culto con interiores voluminosos, excesivos en decoraciones o detalles arquitectónicos; Por esta razón, el interior está adornado principalmente con una sencilla decoración de estuco y el valioso suelo de mayólica de 1717.
Destaca el valioso altar de mármol policromado, realizado por Giuseppe Bastelli en 1738. En la balaustrada hay 6 escudos, con incrustaciones de mármol de colores, que representan los escudos de 6 familias nobles napolitanas, que probablemente contribuyeron a la financiación de la renovación de la iglesia basílica. En orden, de izquierda a derecha de quienes observan el altar: Confalone, Milano, Rocco (se supone una rama cadete), Caracciolo, d'Aquino y Rizzo.
Los seis altares laterales están coronados por pinturas de Paolo De Matteis y esculturas de madera de Nicola Fumo. Detrás del altar mayor se encuentra la Virgen con el Niño y los Santos María Egiziaca y Agostino de Onofrio Palumbo. También de Palumbo se exhibe en la sacristía el cuadro de la Sagrada Familia con los santos Ana y Joaquín. La iglesia cuenta además con un patio de entrada y dos claustros parcialmente modificados.